# 张彦頨
张彦頨（1490年—1560年11月16日），字士瞻，號湛然，道教正一道龙虎宗第四十八代天师。

## 生平
张彦頨是第四十七代天师张原庆长子，生于弘治庚戌岁五月十八日，生母宋氏。明弘治十四年（1501年）袭天师位，诰封正一嗣教致虚冲静承先弘化真人。嘉靖二十五年（1546年），加封为正一嗣教怀玄抱真养素守默葆光履和致虚冲静承仙弘化大真人。娶襄城伯李鄌女，早卒，复娶锦衣卫吴珍女，又卒，再娶安遠侯柳文之女为妻，建上清宫、真人府和正一观，善诗文，葬弋阳迭山书院。